# Roches-sur-Marne
 Roches-sur-Marne  es una población y comuna francesa, en la región de Champaña-Ardenas, departamento de Alto Marne, en el distrito de Saint-Dizier y cantón de Saint-Dizier-Sud-Est.

## Demografía
| 423 | 449 | 503 | 558 | 673 | 624 |
| Para los censos de 1962 a 1999 la población legal corresponde a la población sin duplicidades (Fuente: INSEE [Consultar]) |     |     |     |     |     |